# ETA
ETA (Euskadi Ta Askatasuna, Baskija i sloboda) je bila naoružana baskijska paravojna organizacija osnovana 1959. godine. Kao glavni cilj ETA ima neovisnost Baskije. SAD i većina vodstva EU je smatraju terorističkom organizacijom.
Nastala je iz studentske organizacije koja se borila protiv vojne diktature generala Franca. Vlade Španjolske i Francuske, Europske unije i SAD-a ETA-u smatraju terorističkom organizacijom. Njoj se pripisuju napadi s ukupno oko 829 žrtava. Ova paravojna organizacija je najaktivnija teroristička organizacija u zapadnoj Europi. Oni se već duže od tri desetljeća zalažu za stvaranje neovisne države Baskije na teritoriju regije Baskija koji obuhvaća više pokrajina Španjolske i dijelove jugozapadne Francuske. Odgovorna je za desetke otmica, a najpoznatija žrtva bio je španjolski predsjednik vlade Luis Carrero Blanco. Znak njihove organizacije je zmija (simbol političke borbe) koja se ovila oko sjekire (simbola oružane borbe). Više od 700 njihovih militanata je u zatvoru. ETA se žestoko protivi izgradnji željeznica i nuklearnih elektrana koje smatraju vrlo štetnim za okoliš i nepotrebnim za Baskiju.
Službeno je raspuštena 2. svibnja 2018.

## Povijest

### Razdoblje Francove diktature
ETA je osnovana 1959. godine kao studentski pokret Baska protiv Francove diktature. ETA je smatrala kako Francov režim zatire baskijsku kulturu i identitet. Najpoznatija žrtva iz toga razdoblja je admiral Luis Carrero Blanco, nesuđeni Francov nasljednik. Ubijen je 1973. godine bombom na izlazu iz crkve.

### Prijelazno razdoblje
Nakon Francove smrti, za vrijeme prijelaznog razdoblja u demokraciju, ETA se podijelila na dvije odvojene organizacije: jedna frakcija je postala ETA političko vojna ETA (pm) i druga ETA vojna ili ETA (m). Obje organizacije su odbijale ponude o amnestiji, te su nastavile svoju nasilnu borbu. Godine između 1978. i 1980. pokazale su se najkrvavijima za ETA-u sa 68, 76 tj. 91 žrtvom.
Za vrijeme Francove diktature ETA-u je tolerirala francuska vlada, dozvoljavajući im slobodno kretanje Francuskom, vjerujući kako time potpomaže rušenje Francove vlasti.
Puno je polemike oko toga u kolikoj se mjeri ta politika "svetišta" nastavila i nakon tranzicije u demokraciju, ali se općenito drži da trenutačne francuske vlasti imaju usku suradnju sa španjolskom vladom protiv ETA-e.
U 1980-ima, ETA (pm) je prihvatila ponudu španjolske vlade oko pojedinačnih pomilovanja svih ETA-inih zatvorenika, čak i onih koji su počinili nasilna kaznena djela, koji su javno napustili politiku nasilja. To je izazvalo novu podjelu unutar ETA-e (pm) između sedme i osme skupštine. ETA VII je prihvatila tu djelomičnu amnestiju koju im je sada davala demokratska španjolska vlada i integrirala se u političku stranku Euskadiko Ezkerra ("Baskijska ljevica").
ETA VIII, nakon kratkog razdoblja samostalne aktivnosti, s vremenom se integrirala u ETA-u (m), vjerojatno utječući da ETA (m) usvoji još radikalniji i nasiliji položaj. Bez daljnjeg postojanja ikakvih frakcija ETA (m) je obnovila izvorni naziv Euskadi Ta Askatasuna.

#### GAL
Za vrijeme 1980-tih i vladao je tzv. prljavi rat između Grupos Antiterroristas de Liberación (GAL) paravojne organizacije koja se proglasila protuterorističkom i ETA-e. Rat je trajao 1983. – 1987. GAL je izvodio otmice, atentate i mučenja, ne samo članova ETA-e nego i civila za koje se sumnjalo da su povezani s grupom, od kojih poneki uopće nisu imali veze. GAL je ubio 27 ljudi. Aktivnosti GAL-a bile su nastavak ratnih djelovanja odreda smrti, aktivno podupiranih od španjolskih sigurnosnih i obvavještajnih snaga, pod imenom Batallón Vasco Español koje su bile aktivne u razdoblju 1976. – 1982. One su bile odgovorne za smrt 48 osoba.
Jedna od posljedica djelovanja GAL-a u Francuskoj je odluka iz 1984. godine kojom Pierre Joxe, francuski ministar unutarnjih poslova, odobrava izručavnje osumnjičenih pripadnika ETA-a Španjolskoj. Za postizanje ovog dogovora trebalo je 25 godina i bio je ključan označivši kraj sigurnosti za ETA-u u Francuskoj. 
Objavljivanje (od države podržavane) sheme "prljavog rata" i pritvaranjem službenika odgovornih za GAL u ranim 1990-im dovelo je do političkog skandala u Španjolskoj. Nizom istraživanja novina El Mundo veze države sa skupinom bile su razotkrivene. Posljedica toga je što su nakona toga otkrića djelovanja skupine označena kao državni terorizam.
Godine 1997. španjolski Audiencia Nacional sud završio je svoja ispitivanja, što je dovelo do zatvora za nekoliko pojedinaca vezanih za GAL, uključujući i državne službenike i do najviših razina u PSOE vlasti, kao što su bivše domovine ministar José Barrionuevo. Predsjednik vlade Felipe González izjavio je kako se pravna država mora braniti "i u kanalizaciji" ( El Estado de Derecho también SE defiende en las cloacas) nešto što je, za neke, ukazivalo na njegovo znanje o toj shemi. Međutim, njegov angažman s GAL-om nikada nije mogao biti dokazan.
Ovi su događaji obilježili kraj oružanog "protuterorističkog" razdoblja u Španjolskoj i bez daljnjih većih slučajeva sa španjolske vlade nakon 1987.godine (kada je prestala djelovati GAL) dokazanih na sudu.

#### Ljudska prava
ETA-ini članovi i pristaše tvrde da su bili rutinski podvgrnuti mučenjima od bilo koje policije.[nedostaje izvor] Dok su ove tvrdnje bile teške za provjeriti, neke presude su uistinu bile temeljene na priznanjima dobivenim dok su zarobljenici bili držani zatočenima i bez pristupa odvjetniku po njihovom izboru, za vrijeme najviše tri dana. Ovakva priznanja rutinski su odbacivana od strane optuženika tijekom suđenja kad je utvrđeno da su iznuđena mučenjem. Bilo je i nekih uspješnih kaznenih progona dokazanih mučitelja tijekom razdoblja "prljavog rata" sredinom 1980-ih, iako su kazne za Amnesty International bile kao neopravdano lagane i blage prema zavjerenicima i onima koji su to omogućavali.
U tom smislu, Amnesty International je pokazao zabrinutost zbog kontinuirane nebrige o preporukama izdanim od agencije kako bi se spriječile eventualne ponovne zlouporabe. Također, vezano uz to, pronađeni su ETA-ini priručnici u kojima se upućuju članovi i pristaše da rutinski tvrde da su bili mučeni tijekom boravka u zatvoru. Slučaj Unai Romano bio je kontroverzan. Njegove slike sa simetrično natečenim licem nepoznate etiologije objavljene su nakon njegovog tamnovanja što je vodilo prema tvrdnjama o policijskom zlostavljanju i mučenju. Martxelo Otamendi, bivši direktor baskijskog lista Euskaldunon Egunkaria, odlučio je podići optužnicu u rujnu 2008. protiv španjolske vlade u Strasbourgu suda zbog "nepropisnog provjeravanja" mučenja u prijavljenim slučajevima.
Kao rezultat ETA-inog nasilja, prijetnji i ubojstava novinara, Reporteri bez granica uključili su Španjolsku u svih šest izdanja svog godišnjeg popisa praćenja slobode tiska. Dakle, ovaj NVO uključio je ETA-u u svoj popis praćenih "Predatora slobode medija".

### U demokratskom razdoblju
ETA je izvela svoj prvi atentat autobombom u Madridu u rujnu 1985. godine, što je rezultiralo i jednim smrtnim slučajem (američki građanin Eugene Kent Brown, zaposlenik tvrtke Johnson & Johnson) i šesnaest ozlijeđenih. Bombaški napad na Plaza República Dominicana u srpnju 1986. godine uzrokovao je smrt 12 pripadnika Guardia Civil, a ozlijeđeno je 50. Hipercor bombaški napad 19. lipnja 1987. godine u trgovačkom centru u Barceloni, uzrokovao je smrt dvadeset i jedne i ozljedu četrdeset pet osoba. U posljednjem slučaju, cijele obitelji su pobijene. Užas prouzročene eksplozije bio je tako upečatljiv da je ETA bila primorana izdati priopćenje za javnost rekavši da su unaprijed najavili bombaški napad na Hipercor, ali da je policija unaprijed odbila evakuirati područje. Policija tvrdi da je upozorenje stiglo samo nekoliko minuta prije nego što je eksplodirala bomba.
Godine 1986. osnovana je Gesto por la Paz (poznat u kao Udruga za mir u Baskiji); Počeli su sazivati tihe demonstracije u mjestima širom Baskije dan nakon svakog nasilnog ubojstva, bilo ETA-e bilo GAL-a. Bile su to prvi sustavne prosvjedi u Baskiji protiv političkog nasilja. Također godine 1986., u Ordizia, ETA je ustrijelila Maríju Dolores Katarain, poznatu kao "Yoyes", dok je šetala sa svojim maloljetnim sinom. Yoye je bila bivša članica ETA-e koja je odustala od oružane borbe i pridružila se civilnom društvu: ETA ju je optužila zbog "bježanja" tj. njenog iskorištavanja španjolske reintegracijske politike koja je amnestirala sve zatvorenike koji su javno odustali od nasilja.
Dana 12. siječnja 1988. godine sve baskijske političke stranke, osim ETA-inog političkog krila Herri Batasune, potpisale su Ajuria-Enea pakt s namjerom okončanja nasilja ETA-e. Nekoliko tjedana kasnije, 28. siječnja, ETA je najavila 60-dnevni prijekid vatre, kasnije odgađan nekoliko puta. Pregovori poznati kao Mesa de Argel ("Alžirski stol") održani su između ETA-inog predstavnika Eugenija Etxebestea ("Antxona"), a zatim tadašnje socijalističke Vlade Španjolske, ali bez uspjeha, te je ETA nastavila s nasiljem.
Tijekom ovog razdoblja, španjolska vlada je politiku spominjala kao "ponovno uvođenje", pod kojom su svi zatočeni pripadnici ETA-a za koje koje je Vlada smatrala kako su se zaista odrekli nasilja mogli biti oslobođeni i vratiti se u društvo. PSOE Vlada je odlučila da zatočeni ETA-ini članovi, prije zatvoreni u Baskiji, umjesto toga budu zatvorski ravnomjerno raspoređeni po Španjolskoj, neki i daleko od njihovih obitelji, u zatvor Salto del Negro na Kanarskim otocima. Francuska je preuzela sličan pristup. Jedini pak jasan učinak ove politike bilo je potaknuće socijalnih prosvjeda, posebno od nacionalista i obitelji zatvorenika, opisujući kao okrutnost odvajanje od članove obitelji. Veliki prosvjed protiv ove politike radi se pod sloganom "Euskal presoak - Euskal Herrira" (baskijski zatvorenici u Baskiji, pri čemu su "baskijski zatvorenici" bili samo članovi ETA-e). Valja spomenuti kako u gotovo svakom španjolskom zatvoru postoji skupina pripadnika ETA-e koje je zbog brojnosti teško raspršiti.
Gestoras pro-Amnistía/Amnistia Aldeko Batzordeak ("Upravljačka skupština za amenestiju" trenutačno protuzakonita), kasnije Askatasuna ("Sloboda"), i Senideak ("članovi obitelji") pružali su podršku zatvorenicima i njihovim obiteljima. Baskijska Vlada i nekoliko nacionalističkih gradskih vijećnica odobrili su novac iz humanitarnih razloga za posjete rođaka zarobljenicima. Duga putovanja autom uzrokovala su prometne nesreće sa smrtnim slučajevima što je dovodilo do prosvjeda obitelji zatvorenika nacionalista i njihovih podupiratelja.
Tijekom primirja ETA-e iz kasnih 1990-ih, PSOE Vlada dovela je na kopno zatvorenike s otoka u Africi. Od kraja primirja ETA-ini zatvorenici nisu poslani natrag u prekomorske zatvore. Neke baskijske vlasti uspostavile su subvencije za za posjete obitelji.
Još jedan španjolski "protuteroristički" Zakon stavlja osumnjičene za terorizam pod središnji nacionalni tribunal u Madridu, zbog prijetnji baskijskim sudovima. Prema članku 509 osumnjičeni terorist podliježu zadržavanju u "samici" do trinaest dana, tijekom kojega nemaju kontakt s vanjskim svijetom osim kroz sud imenovanih odvjetnika, što uključuje i informiranje njihovih obitelji nakon uhićenja, konzultacije s privatnim odvjetnicima ili pregled kod liječnika sudskih. U usporedbi s ostalima habeas corpus za ostale osumnjičenike je tri dana.
Godine 1992., tri top vođe ETA-e: "vojni" vođa Francisco Mujika Garmendia ("Pakito"), politički vođa José Luis Alvarez Santacristina ("Txelis") i logistički lider José María Arregi Erostarbe ("Fiti"), često naziva kolektivno kao "cúpula" od ETA-e ili kolektiv Artapalo bili su uhićeni. To je bilo u sjevernom baskijskom gradu Bidartuu, što je dovelo do promjene u ETA-inu vodstvu i smjeru djelovanja. Nakon dvomjesečnog primirja, ETA je donijela još radikalnije stavove.
Temeljna posljedica promjene bila je čini se stvaranje "Y skupina", nastalih od mladih militanata iz ETA-inih paralelnih organizacija (uglavnom maloljetnih osoba), posvećena takozvanoj "kale borroka" (uličnoj borbi) čije su aktivnosti uključivale paljenje autobusa, uličnih svjetiljki, klupa, bankomata, kontejnera za smeće i bacanje molotovljevih koktela. Pojavu tih skupina mnogi su pripisivali navodnim slabostima ETA-e, ETA je također počela prijetiti čelnicima drugih stranaka osim suparničkih baskijskih nacionalističkih stranaka.
Godine 1995., oružana organizacija ponovno je dala mirovni prijedlog. Takozvana "Demokratska alternativa" zamijenila je raniju "KAS Alternativu" kao minimalni prijedlog za uspostavu Baskijske države. Demokratska alternativa ponudila je prestanak svih oružanih aktivnosti ETA-e ako bi španjolska vlada priznala Baskima suverenitet nad baskijskom teritoriju, pravo na samoopredjeljenje i oslobođenje svih članova ETA-e iz zatvora. Španjolska vlada je u konačnici odbila ovu mirovnu ponudu, jer je bila protivna španjolskom Ustavu iz 1978. godine. Promjena ustava nije se razmatrala.
Također 1995. godine dogodio se neuspješni napad ETA-e autobombom usmjeren protiv Aznara, konzervativnog političara, čelnika tada oporbene Partido Popular (PP), i nakratko nakon toga izabranog predsjednika Vlade. Postojao je također pokušaj atentatna na kralja Juana Carlosa I. u Mallorci. Ipak, čin s najvećim utjecajem dogodio se sljedeće godine. 10. srpnja 1997. godine, kad je vijećnik Narodne Stranke Miguel Ángel Blanco otet u baskijskom gradu Ermua, čiji su otmičari prijetili njegovim ubojstvom ako španjolska vlada ne udovolji ETA-inim zahtjevima za oslobađanje svih njihovih zatvorenih članova u Baskiji u roku od dva dana od otmice. Ovaj zahtjev Vlada nije ispunila. Tri dana nakon toga Miguel Ángel Blanco pronađen je mrtav. Više od šest milijuna ljudi izišlo je na ulice tražeći njegovo oslobađanje, masovni prosvjedi javljaju se kako u baskijskim regijama, kao i drugdje u Španjolskoj s povicima "Ubojice" i "Baski da, ETA ne". Ovaj odgovor postao je poznat kao "Duh Ermúe."
Kasnije su stigla nasilna djelovanja kao što je napad automobilom-bombom, 6. studenoga 2001. godine u Madridu, koji je ozlijedio šezdeset pet osoba, te napadi na nogometnim igralištima i u turističkim mjestima.
Teroristički napadi 11. rujna 2001. godine u SAD-u nanijeli su težak udarac za ETA-u. Zahvaljujući pooštrenim "antiterorističkim" mjerama (kao što je zamrzavanje bankovnih računa), povećanju međunarodne suradnje, i prestanak tolerancije u nekim zemljama za djelovanje ETA-e. Osim toga, 2002. godine, Baskijski omladinski nacionalistički pokret mladih Jarrai stavljen je izvan zakona. Zakon o strankama je promijenjem što je dovelo do zabrane stranke Herri Batasuna, "političkog krila" ETA-e (iako i prije promjene zakona, Batasuna je uglavnom bila paralizirana i pod pravosudnom istragom suca Baltasara Garzóna).
Na Badnjak 2003. godine, u Donostiji i Hernaniju, Nacionalna Policija uhitila je dva člana ETA-e koji su ostavili dinamit u željezničkom vagonu pripremljenom da eksplodiraju na kolodvoru Chamartín u Madridu. 1. ožujka 2004. godine, u mjestu između Alcalá de Henares i Madrida, guardia Civil otkrila je laki kamion s 536 kg eksploziva.
Godine 2004. uoči parlamentarnih izbora u Španjolskoj dogodili su se bombaški napadi u Madridu. U početku je konzervativna vlada krivila ETA-u, kao i većina medija.  Međutim, skupina je negirala odgovornost te su naposljetku suđeni islamski fundamentalisti iz Maroka. Dosadašnja sudska istraga nije utvrdila poveznicu između ETA-e i tih bombaških napada.

### Novije doba
Primirje su već dva puta objavljivali tijekom 1990-ih.
ETA je odlučila proglasiti trajni prijekid vatre od 24. ožujka 2006. godine, kada se u priopćenju pod naslovom "Poruka Euskadi Ta Askatasune baskijskom narodu". Španjolska nacionalna televizija objavila je snimku trojice predstavnika ove organizacije s maskama na licima i beretkama specifičnim za ovu paravojnu formaciju kako sjedeći za stolom čitaju priopćenje o prijekidu vatre.
U video priopćenju naglašava se da bi primirje trebalo omogućiti pokretanje "demokratskog procesa" kojim će se priznati prava baskijskog naroda i kulminirati njegovim pravom da "odlučuje o svojoj sudbini", navodi se u priopćenju u očitoj aluziji na mogući referendum. ETA je pozvala Španjolsku i Francusku da "pozitivno odgovore" na novonastalu situaciju i prekinu policijsku represiju protiv njih.
Prije je bilo objavljeno da vlada i separatisti pripremaju strategiju za mirovni proces, po djelomičnom uzoru na sjevernoirski model. ETA je de facto mir prekinula 30. prosinca napadom na madridsku zračnu luku kada su poginule dvije osobe. Prije eksplozije, ETA je u tom napadu upozorila na opasnost, no nažalost žrtve nisu izbjegnute.
ETA je najavila da će nastaviti napade u Španjolskoj jer su mirovni pregovori iz 2006. godine pokazali da nema svrhe pregovarati s vladom. Baskijska separatistička organizacija je i formalno objavila kako više ne vrijedi prijekid neprijateljstava kojeg je sama proglasila i kako priprema ofenzivu. Separatisti optužuju vladu u Madridu kako je na njihovu mirovnu ponudu odgovorila uhićenjima, mučenjima i potjerama. ETA je najavila nastavak oružanog otpora sve dok španjolska vlada ponovno ne počne pregovore i ne prizna prava Baskije.
Ipak, 2010. godine, ETA je odlučila proglasiti stalno i opće primirje koje će moći nadzirati međunarodna zajednica - po tom priopćenju. ETA, koja je posljednji napad na španjolskom tlu izvela 17 mjeseci ranije, objavila je niz priopćenja u rujnu 2010. godine o prijekidu oružane borbe. U videoporuci objavljenoj 5. rujna na BBC-ju ilegalna organizacija izjavila je da "neće izvoditi oružane napade", dodavši da je tu odluku donijela "prije nekoliko mjeseci".
Dva tjedna poslije naoružana skupina izjavila je da je spremna na razgovor s međunarodnim posrednicima, a zatim je u razgovoru za separatističke novine Garu ustvrdila da je "sklona" poštovati stalno primirje koje će se moći nadzirati, pa i "više od toga".

## Ideologija
Ideologija ETA-e pokraj baskijskoga nacionalizma je i marksizam. Zbog toga ta organizacija je izrazito nepopularna među baskijskim bogatašima. Komunistička ideologija smatra se također jednim od uzroka zabrane u zapadnom svijetu kao i njenim svrstavanjem među terorističke skupine.

## Mete, taktika i napadi
Ciljevi ETA-e u većini slučajeva su objekti represivnog aparata države: policija, sudovi, španjolska vojska. Ipak, neki napadi su primjeri klasičnog terorizma, kao bombaški napad u Barceloni u kojem je pogunula 21 osoba. Ipak, tu je svoju najsmrtonosniju akciju iz 1987. godine u Barceloni, ETA sama proglasila velikom pogreškom. ETA tradicionalno koristi pozive Službi za pomoć na cesti kako bi upozorila na svoje napade i eksplozije kako bi se izbjegle civilne žrtve.
Najkrvavija godina bila je 1980. godina kada je bilo gotovo 100 žrtava ETA-e.

## Međunarodne veze
ETA se smatra povezanom sa sličnim organizacijama iz Irske i Bretanje kao i nekim organizacijama, poput FARC-a, u Latinskoj Americi.

## Međunarodni status
EU, SAD i Kanada ETA-u smatraju terorističkom organizacijom. Kanada je proglasila ETA-u terorističkom organizacijom parlamentarnom odlukom iz 2. travnja 2002. godine. Francuska i Španjolska dugo vremena nisu surađivale u borbi protiv ETA-e, a razlog tomu bio je Francov režim. Takva politika je rezultirala prešutnim dogovorom članova ETA-e o nenapadanju ciljeva u Francuskoj.